# Günther Hoffmann-Schönborn
Günther Hoffmann-Schönborn (1 de maio de 1905 - 4 de abril de 1970) foi um oficial alemão que serviu no Deutsches Heer durante a Segunda Guerra Mundial. Foi condecorado com a Cruz de Cavaleiro da Cruz de Ferro com Folhas de Carvalho.

## Condecorações
| Cruz de Ferro (1939) 2ª Classe                                  | 31 de maio de 1940     |
| Cruz de Ferro (1939) 1ª Classe                                  | 29 de junho de 1940    |
| Distintivo de Feridos (1939) em Preto                           |                        |
| Distintivo de Feridos (1939) em Prata                           |                        |
| Distintivo de Assalto                                           |                        |
| Medalha da Frente Oriental                                      |                        |
| Cruz de Cavaleiro da Cruz de Ferro                              | 14 de maio de 1941     |
| Cruz de Cavaleiro da Cruz de Ferro com Folhas de Carvalho nº 49 | 31 de dezembro de 1941 |